# 鼎金系統交流道
鼎金系統交流道座落於臺灣高雄市仁武區大灣與三民區覆鼎金交界。位於國道一號362k、國道十號1k處，於1999年11月14日啟用。
交流道型式為環狀雙葉型，國道一號左轉國道十號均以環道、起伏高架設計連接。2015年6月17日，南下往東向的出口分支：鼎力路出口匝道通車啟用，正式成為此交流道的一部分。
2021年1月31日，民族路匝道改建完工通車，原先因民族路東向入口與國道十號東向轉國道一號南向的出口過於接近導致車流極易堵塞，改建後限制向燕巢旗山方向車流僅能由其它匝道匯入國道十號主線，希望能減少國十東行的車流交織與堵塞
。
|                 | 南下        | 362 鼎金系統 |                       | 旗山 左營 |
| 鼎力路 民族一路 | 南下        | 362 鼎金系統 |                       |           |
| 北上            |             | 362 鼎金系統 | 左營 高鐵站 仁武 旗山 |           |
|                 | 東行        | 1 鼎金系統   |                       | 臺南      |
| 1 鼎金系統      | 東行        | 高雄         |                       |           |
| 西行            | 1A 鼎金系統 | 民族一路     | 民族一路              |           |
| 西行            | 1B 鼎金系統 |              | 高雄 台南             |           |

## 鼎力路出口匝道
鼎力路出口匝道為一座僅設南下出口的交流道，位於國道一號362K處，由鼎金系統交流道南下接國道十號東向的出口匝道分出，連結平面鼎力路、仁雄路。以改善仁武區、三民區與國道一號、國道十號相接及平面道路車流現況，於2014年動工。至2015年4月底完工，同年6月17日正式開放通車。
原先規劃於國道十號增設八卦寮交流道，因需拆遷房屋、徵收土地，經高雄市政府交通局評估需經費十億多元新臺幣，不具經濟可行性，改由鼎力路出口匝道抒解車潮。

## 爭議事件
- 2015年6月17日：鼎力路匝道通車典禮上國民黨立委黃昭順帶著拿手持抗議布條支持者佔據舞臺，指控民進黨割稻仔尾搶功[5]。